# Historia de Tlaxcala (libro)
La Historia de Tlaxcala es una obra seminal de la historiografía novohispana del siglo XVI, producida en los años previos a 1585 por el historiador mestizo Diego Muñoz Camargo. Constituye una de las fuentes primarias más importantes para el estudio de la historia social, política, militar y cultural del pueblo tlaxcalteca, tanto en el periodo prehispánico como durante las primeras décadas de la era colonial. La obra es un texto fundamentalmente híbrido, que combina una extensa narrativa alfabética en español con importantes secciones pictográficas, entre las que se incluyen un calendario y un códice histórico-militar.
La creación de esta obra respondió a un doble propósito. Formalmente, sirvió como una elaborada respuesta al cuestionario de las Relaciones Geográficas emitido en 1577 por el rey Felipe II de España. Sin embargo, su objetivo político fundamental fue funcionar como una meticulosa probanza de méritos, un argumento diseñado para persuadir a la Corona española de que reconociera y mantuviera los privilegios otorgados a la nación tlaxcalteca por su decisiva alianza con Hernán Cortés durante la conquista del Imperio mexica.
La Historia es, además, un ejemplo paradigmático del proceso de transculturación y adaptación en el México colonial. En ella, Muñoz Camargo navega su identidad bicultural al emplear las convenciones historiográficas europeas para enmarcar y legitimar una narrativa centrada en Tlaxcala, creando así una «crónica mestiza» única. El texto no debe ser visto únicamente como una respuesta a un mandato real, sino como una apropiación estratégica de un instrumento imperial para fines políticos locales. Las Relaciones Geográficas fueron concebidas como una herramienta de la Corona para recopilar datos y consolidar su control sobre los territorios de ultramar. Muñoz Camargo, sin embargo, tomó este marco y lo expandió hasta convertirlo en un tratado que excedía con creces los requerimientos del cuestionario, utilizando el propio mecanismo burocrático de la Corona para insertar la historia y las reivindicaciones políticas de Tlaxcala en el registro oficial del imperio. Este acto de apropiación, que busca desestabilizar el modelo discursivo colonial, es una de las características centrales que definen la complejidad y el ingenio de la obra.

## Contexto de producción
La Historia de Tlaxcala fue gestada en la confluencia de dos contextos críticos que definieron su creación: el vasto proyecto administrativo del Imperio español y las luchas políticas específicas de la provincia de Tlaxcala en el siglo XVI.

### Las Relaciones Geográficas de Felipe II
Las Relaciones Geográficas constituyeron una monumental iniciativa de recopilación de información impulsada por la Corona española en la segunda mitad del siglo XVI (18). El cuestionario de 1577, compuesto por 50 preguntas detalladas, se distribuyó por toda América con el objetivo de recoger sistemáticamente datos sobre geografía, recursos naturales, demografía, costumbres prehispánicas y organización política. Este proyecto buscaba mejorar la administración, el gobierno y la explotación económica de las colonias, siendo una clara expresión de la naturaleza centralizadora y burocrática del estado de los Habsburgo bajo Felipe II, que aspiraba a racionalizar y controlar sus vastos dominios de ultramar.

### La situación política de Tlaxcala
Durante la segunda mitad del siglo XVI, la élite tlaxcalteca se vio inmersa en una constante lucha política y legal para defender los privilegios obtenidos por su alianza con Cortés. Estos privilegios, principalmente la exención de tributo y un considerable grado de autonomía política, se encontraban bajo la amenaza continua de las crisis demográficas, la usurpación de tierras por parte de colonos españoles y los cambiantes vientos de la política real.
Para hacer frente a estos desafíos, el cabildo tlaxcalteca adoptó una sofisticada estrategia de diplomacia directa, enviando múltiples delegaciones a la corte española para defender su causa ante el propio rey. Estas misiones dependían en gran medida de la presentación de pruebas documentales que demostraran sus méritos históricos. Tanto el Lienzo de Tlaxcala (c. 1552) como, décadas más tarde, la Historia de Muñoz Camargo, fueron creados como instrumentos clave para este fin: probanzas visuales y textuales destinadas a ser presentadas como evidencia en esta negociación de alto nivel. El éxito final de estos esfuerzos llegó el 20 de mayo de 1585, cuando el rey decretó la exención total de tributo para la población tlaxcalteca, una victoria en la que Muñoz Camargo y su manuscrito desempeñaron un papel directo.
La obra de Muñoz Camargo, por tanto, trasciende el género de la crónica para funcionar como un documento híbrido, a la vez histórico y legal, diseñado a medida para las necesidades políticas de su tiempo. El contexto político de Tlaxcala era de litigio y petición constantes. Los tlaxcaltecas no solo contaban su historia, sino que construían un caso jurídico. La estructura de su argumentación —que enfatiza los servicios pasados, la lealtad y los sacrificios para justificar las demandas presentes de la gracia real (merced)— refleja fielmente el género legal de la probanza de méritos y servicios. En consecuencia, la Historia de Tlaxcala debe leerse no solo como una narrativa histórica, sino como un alegato legal, lo que explica su naturaleza altamente selectiva y argumentativa, su enfoque en la participación militar y su incesante promoción de la lealtad tlaxcalteca.

## Estructura y contenido del manuscrito
La composición de la obra se analiza a partir de su versión más completa conocida, el Manuscrito de Glasgow (catalogado como Hunter 242), que se conserva en la Universidad de Glasgow. Este manuscrito es una obra compuesta por tres partes distintas pero integradas.

### La «Descripción de la ciudad y provincia de Tlaxcala»
Esta es la sección principal en prosa, que abarca más de 200 folios de texto en español escritos por Muñoz Camargo entre 1581 y 1584. Aunque se enmarca como una respuesta al cuestionario real, es un trabajo extenso y detallado que cubre la historia de Tlaxcala desde sus orígenes míticos y migraciones, su organización política y social (incluyendo su estructura feudal, leyes y la distinción entre nobles y plebeyos), sus prolongadas guerras con los mexicas, y su geografía y recursos naturales. La narración se extiende a lo largo de la conquista y hasta finales del siglo XVI, tratando temas como la llegada de los franciscanos, las expediciones a otras regiones de la Nueva España y los gobiernos de los virreyes.

### El «Calendario de Tlaxcala»
Esta sección es mayoritariamente pictórica y presenta dos diagramas astronómicos en forma de ruedas. Estas ruedas representan las 18 fiestas anuales (veintenas) del calendario solar y los signos del ciclo mesoamericano de 52 años (xiuhmolpilli). Los dibujos fueron realizados por otros autores, identificados como Francisco de las Navas y Antonio de Guevara, e insertados en el manuscrito. Muñoz Camargo añadió glosas alfabéticas en español y náhuatl para explicarlos. La sección contiene algunas imprecisiones, como un error en la secuencia de las fiestas, que los estudiosos modernos han señalado.

### El «Códice de Tlaxcala»
Esta sección final consta de 156 dibujos a pluma y tinta que narran una historia de la conquista y sus secuelas desde una perspectiva tlaxcalteca. La narrativa visual comienza con la implantación del cristianismo en Tlaxcala, mostrando el bautismo de los cuatro señores y la labor misionera de los franciscanos, incluyendo la quema de objetos religiosos indígenas y el castigo a los «idólatras».
La mayor parte del Códice se dedica a ilustrar las campañas militares en las que los tlaxcaltecas lucharon junto a los españoles. Ofrece escenas vívidas de su participación en las batallas clave por Tenochtitlan y en las conquistas posteriores de Pánuco, Michoacán, Nueva Galicia (Jalisco, Nayarit), Guatemala e incluso lugares tan lejanos como Cuzcatlán (en el actual El Salvador).
El estilo artístico es una fusión de tradiciones mesoamericanas y europeas. Conserva la nítida calidad lineal de la pintura prehispánica, pero incorpora elementos renacentistas como el modelado, los gestos y una perspectiva rudimentaria. Las imágenes están acompañadas de glosas en español y náhuatl, aunque muchas de las glosas en náhuatl fueron recortadas durante una encuadernación posterior.
Las tres secciones del manuscrito no son meramente secuenciales, sino que mantienen un diálogo dinámico y, en ocasiones, tenso. El Códice pictórico a menudo presenta un argumento pro-tlaxcalteca más asertivo y menos filtrado que la Descripción alfabética. Mientras que el texto en prosa, escrito por Muñoz Camargo para el rey, contiene la retórica cuidadosamente construida del súbdito leal pero superior, incluyendo sus declaraciones pro-hispánicas, el Códice es una implacable afirmación visual de la agencia tlaxcalteca. Escena tras escena, los guerreros tlaxcaltecas aparecen como los actores principales, dominando visualmente la composición. Por ejemplo, una lámina que representa los obispados de la Nueva España los muestra como dominios indígenas, sin la presencia de figuras europeas, una clara declaración de poder indígena dentro del nuevo orden. Los académicos señalan que la voz en las glosas es «definitivamente amerindia». Esto sugiere que el programa pictórico, probablemente basado en el anterior Lienzo de Tlaxcala, transmite un mensaje político indígena más directo y menos mediado. El manuscrito en su conjunto se convierte así en un espacio de negociación entre la prosa cuidadosamente elaborada de Muñoz Camargo para una audiencia real y la poderosa tradición visual de sus mecenas tlaxcaltecas.

## Relación con otras fuentes tlaxcaltecas
La Historia de Tlaxcala debe situarse dentro del amplio contexto de la historiografía tlaxcalteca para comprender plenamente su significado, especialmente en su relación con el monumental Lienzo de Tlaxcala.

### El Lienzo de Tlaxcala
El Lienzo de Tlaxcala fue un enorme paño de algodón pintado con una historia pictórica de la conquista, creado alrededor de 1552 por encargo del cabildo de Tlaxcala. Al igual que la Historia posterior, era un documento político destinado a servir como un registro visual de los méritos de Tlaxcala. Se produjeron copias para ser enviadas al rey de España y al virrey en la Ciudad de México.
Aunque el Lienzo original se ha perdido, existe un consenso académico de que la sección pictórica de la obra de Muñoz Camargo (el Códice de Tlaxcala) es su descendiente directa. El Códice representa una adaptación posterior, en formato de libro, de la misma narrativa central establecida en el Lienzo tres décadas antes. Muñoz Camargo o bien copió del Lienzo original o de un prototipo estrechamente relacionado. Por lo tanto, el Manuscrito de Glasgow contiene la versión más antigua y completa que sobrevive de esta narrativa pictórica fundacional tlaxcalteca.

### Otras crónicas y tradiciones
La obra de Muñoz Camargo no surgió en el vacío. Tlaxcala en el siglo XVI era un centro de producción histórica, con una rica tradición de registro que incluía historias orales, cantos épicos (cantares) y numerosos códices pictográficos. La investigación moderna ha identificado más de 120 obras históricas distintas de la Tlaxcala colonial, lo que demuestra un profundo compromiso social con la preservación de la memoria y la historia. Muñoz Camargo se basó en este acervo de conocimiento local, así como en las crónicas españolas, para componer su propia obra.
La relación entre el Lienzo y la Historia revela una estrategia política y mediática deliberada y a largo plazo por parte del gobierno tlaxcalteca. El cabildo articuló por primera vez su argumento político en la década de 1550 utilizando un medio arraigado en la tradición mesoamericana: un lienzo pictórico de gran formato. Treinta años después, enfrentados a nuevas presiones políticas, encargaron a Muñoz Camargo que tradujera este mismo argumento a un formato más legible y prestigioso para la burocracia europea: un códice encuadernado con texto alfabético. Este cambio de un formato público y monumental a uno privado y libresco representa una sofisticada adaptación al cambiante panorama político. La Historia no es, por tanto, una obra aislada, sino una fase clave en una campaña sostenida, multigeneracional y multiformato del estado tlaxcalteca para asegurar su lugar dentro del Imperio español.

## Recepción y valoración historiográfica
La trayectoria del manuscrito a lo largo de la historia y la evolución de su interpretación reflejan cambios más amplios en la historiografía mexicana.

### Uso temprano y ediciones clave
Tras su presentación en España, el Manuscrito de Glasgow fue consultado por el cronista real Antonio de Herrera y Tordesillas antes de desaparecer de las colecciones reales. Finalmente, resurgió en el siglo XVIII en la colección del Dr. William Hunter en Escocia, y fue donado a la Universidad de Glasgow en 1807. Un manuscrito paralelo, principalmente textual (Ms. 210), fue adquirido por Joseph Aubin y llevado a la Biblioteca Nacional de Francia en 1840.
La obra permaneció en gran medida desconocida hasta el siglo XIX. La primera versión publicada fue una paráfrasis en francés de Henri Ternaux-Compans en 1843. Dos ediciones clave en español ponen de manifiesto los usos políticos del texto:
1. Edición de Tlaxcala (1870): Publicada anónimamente por el gobierno del estado, esta edición formó parte de un proyecto regionalista para construir una identidad tlaxcalteca distintiva dentro de la nueva república mexicana.[15][2]
2. Edición de Chavero (1892): Editada por el influyente historiador Alfredo Chavero, esta versión incompleta se publicó como parte de un esfuerzo de propaganda nacionalista para la Exposición Universal de Chicago de 1893. A pesar de sus defectos textuales, se convirtió en la versión canónica y más consultada durante casi un siglo.[15][2][7]

### Estudios Modernos
El estudio moderno de la Historia de Tlaxcala fue revolucionado por la publicación en 1981 de una edición facsimilar completa del Manuscrito de Glasgow, editada por René Acuña para la UNAM. Esta publicación hizo que el texto completo e integrado, con sus imágenes, fuera ampliamente accesible para los académicos por primera vez.
La valoración contemporánea reconoce la Historia como una fuente sin parangón para la etnohistoria y el estudio de las dinámicas culturales coloniales. Los investigadores actuales analizan la compleja identidad y las estrategias retóricas de Muñoz Camargo, interpretando sus sesgos pro-hispánicos no como una simple contradicción, sino como una parte calculada de su argumento político. La obra es vista como un documento clave para comprender la agencia indígena, la negociación política y la creación de identidades e historias híbridas dentro del Imperio español .
La compleja historia de la transmisión del texto se puede resumir para mayor claridad.
| Manuscrito / Edición               | Fecha        | Ubicación / Editor   | Características Notables                                                                                                 |
| ---------------------------------- | ------------ | -------------------- | --- |
| Manuscrito de Glasgow (Hunter 242) | c. 1581-1585 | Univ. de Glasgow     | La versión más completa y original de la Descripción. Integra texto alfabético, calendario e imágenes del Códice.        |
| Manuscrito de París (Ms. 210)      | c. 1576-1591 | Bib. Nat. de Francia | Versión principalmente alfabética, posiblemente un borrador o una versión posterior ampliada de la Historia.             |
| Edición de Ternaux-Compans         | 1843         | H. Ternaux-Compans   | Primera publicación; una paráfrasis en francés, no una traducción literal. Considerada de pobre calidad.                 |
| Edición del Gobierno de Tlaxcala   | 1870         | Anónimo              | Publicación con fines regionalistas. Presenta la obra como anónima y la titula Fragmentos de Historia Mexicana.          |
| Edición de Chavero                 | 1892         | Alfredo Chavero      | Edición con fines nacionalistas. Incompleta y textualmente alterada, pero fue la versión canónica durante casi un siglo. |
| Edición facsimilar de Acuña        | 1981         | René Acuña (UNAM)    | Primera publicación facsimilar completa del Manuscrito de Glasgow. Hito en la investigación moderna de la obra.          |

La trayectoria del texto de Muñoz Camargo desde el siglo XIX hasta el presente refleja la evolución más amplia de cómo México ha construido su identidad nacional. Las ediciones del siglo XIX muestran a una nación lidiando con su propia definición. La edición de Tlaxcala de 1870 representa una perspectiva local y federalista, en la que un estado reivindica su historia particular. La edición de Chavero de 1892, por su parte, refleja el proyecto centralizador y nacionalista del Porfiriato, que buscaba crear una historia nacional única y a menudo saneada para el consumo internacional. La recepción crítica y académica de finales del siglo XX y del XXI, impulsada por el facsímil de Acuña, representa un giro poscolonial que deconstruye estos mitos nacionalistas anteriores y analiza la obra como un producto complejo de la negociación colonial. Así, la historia de cómo se ha leído la Historia de Tlaxcala es, en miniatura, la historia de cómo México se ha leído a sí mismo.